# 异裂苣苔属
异裂苣苔属（学名：Pseudochirita）为苦苣苔科的一个属。

## 下属物种
本属包括以下物种：
- 异裂苣苔 Pseudochirita guangxiensis (S.Z.Huang) W.T.Wang
- Pseudochirita trifoliata T.V.Do & F.Wen